# Frente polar

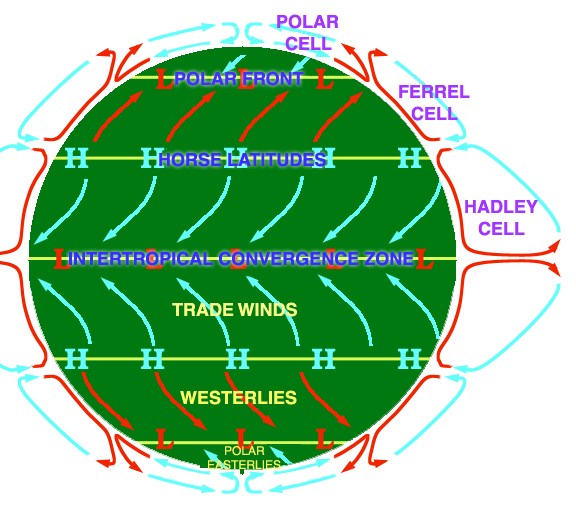

Em meteorologia, a frente polar é a fronteira entre célula polar e a Célula de Ferrel em torno da latitude de 60°, perto das regiões polares, em cada hemisfério. Nesta fronteira um gradiente agudo em temperatura ocorre entre estas duas massas de ar, cada uma em temperaturas muito diferentes.
A frente polar nasce como um resultado de ar polar frio encontrando o ar tropical quente. É uma frente estacionária como as massas aéreas não se movem uma contra outra. Fora da costa da América do Norte oriental, especialmente no inverno, há um gradiente de temperatura agudo entre a terra coberta de neve e os correntes quentes de mar aberto.
A teoria da frente polar diz que ciclones de meia latitude se formam nas fronteiras entre o ar quente e o frio. No inverno, a frente polar se desloca em direção ao Equador, enquanto os sistemas de alta pressão podem dominar mais no verão.